# Lanfranco Turci
Lanfranco Turci (Campogalliano, 2 dicembre 1940) è un politico italiano.
È stato più volte presidente della Giunta regionale dell'Emilia-Romagna (1978-1987), presidente nazionale della Lega delle Cooperative (1987-1992), deputato (1992, 1994, 1996, 2006), senatore (2001) e Sottosegretario all'Industria nel Governo D'Alema II (1999-2000).

## Biografia

### Famiglia e formazione
Proveniente da una famiglia comunista, nella seconda metà degli anni '50 s'iscrive alla Federazione Giovanile Comunista Italiana (FGCI), l'organizzazione giovanile del Partito Comunista Italiano, mentre frequentava il liceo classico "Muratori" di Modena, diventandone a 19 anni segretario provinciale. Successivamente segue un periodo di lavoro politico a Roma, presso la segreteria nazionale della FGCI dal 1960 al 1964.
Tornato a Modena, Turci passa al lavoro di partito entrando nella segreteria provinciale del Partito Comunista Italiano, in cui svolge le funzioni di responsabile dell'organizzazione e di coordinatore del lavoro culturale.
Nello stesso periodo per il PCI è eletto consigliere dell'amministrazione provinciale di Modena e diventa animatore del circolo culturale "Formiggini". Nel frattempo si laurea in Lettere all'Università di Bologna nel 1968.

### Impegno politico-amministrativo regionale
Nel 1970 Turci viene candidato dal PCI ed eletto consigliere regionale dell'Emilia-Romagna.
La sua azione si sviluppa per un lungo periodo della vita regionale, dal 1970 al 1987; un periodo estremamente importante nella vita politica e amministrativa della Regione Emilia-Romagna comprendente anche la sua fase costituente.

#### Assessore Regionale alla Sanità
Dopo aver svolto la funzione di presidente della Commissione per la redazione dello Statuto regionale,nel marzo del 1972 viene nominato Assessore alla Sanità. 
In tale veste Turci, dopo aver promosso la costituzione dei Consorzi socio-sanitari, divenuti poi, con la successiva riforma sanitaria nazionale, Unità Sanitarie Locali, contribuisce al varo della legge regionale n. 12 del 6 marzo 1974 con la quale vengono delineate e definite le norme per il primo Piano Regionale Ospedaliero contenente anche le convenzioni con le Facoltà di Medicina delle quattro Università della regione.
Da qui prendono il via importanti esperienze di medicina preventiva, dal lavoro alla maternità e infanzia, che risulteranno in seguito pionieristiche ed utilissime allorquando saranno varate a livello nazionale le leggi per la procreazione responsabile ed assistita (compresa l'interruzione volontaria di gravidanza) e per la soppressione delle vecchie strutture manicomiali.
Nel settembre del 1974 Turci affronta il grave episodio dell'eutrofizzazione delle acque del Nord Adriatico ed in particolare della costiera emiliano-romagnola realizzando una piattaforma politico-programmatica per la tutela del Mare Adriatico con provvedimenti e interventi di carattere strategico e di emergenza che sarebbero successivamente diventati traccia per iniziative di carattere nazionale adottate dal Governo e dal Parlamento.
È in quel periodo che viene varata la prima motonave "Daphne" per la vigilanza e l'esame costante della qualità delle acque marine in collaborazione con l'Università di Bologna.

#### Presidente della Regione
Nel 1976 Turci viene nominato capogruppo del PCI in Consiglio Regionale e il 6 gennaio 1978 succede al presidente Sergio Cavina, deceduto improvvisamente al tavolo di lavoro, diventando il terzo presidente della Regione Emilia-Romagna.
L'8 luglio 1978 partecipa a Roma, come rappresentante regionale, alle elezioni del nuovo Presidente della Repubblica che portano il socialista Sandro Pertini al Quirinale.
Il 25 luglio 1980 Turci viene eletto per la seconda volta presidente della Giunta regionale dell'Emilia-Romagna. L'anno successivo diventa il primo presidente della Conferenza delle Regioni.
Il 17 giugno 1985 partecipa a Roma, come rappresentante regionale, alle elezioni del Presidente della Repubblica che portano il democristiano Francesco Cossiga al Quirinale.
Il 16 luglio 1985 Turci è eletto per la terza volta Presidente della Giunta regionale dell'Emilia-Romagna e rimarrà in carica fino alle sue dimissioni da presidente e da consigliere, avvenute il 28 aprile 1987.
Con le varie presidenze Turci la Regione Emilia-Romagna si è dotata, tra l'altro, delle seguenti normative: 
- legge regionale n. 20 del 24.7.1979 “Interventi per la promozione della pratica sportiva e delle attività motorie e ricreative nel tempo libero";
- primi progetti di legge per la prevenzione delle calamità pubbliche, il soccorso alle popolazioni colpite e la rinascita dei territori danneggiati che sarebbero serviti in seguito come contributi-base per l'organizzazione del Servizio nazionale di Protezione Civile;
- legge regionale 21 novembre 1974 n. 52 “Istituzione della Consulta regionale dell'emigrazione e dell'immigrazione ed iniziative a favore dei lavoratori emigrati e delle loro famiglie";
- legge regionale sul diritto allo studio con l'obiettivo di "rendere effettivo il diritto di ogni persona di accedere a tutti i gradi del sistema scolastico e formativo".
- legge regionale 31.1.1983 n. 8 "per il diritto allo studio universitario";
- legge regionale 27 dicembre 1983 "Norme in materia di biblioteche e archivi storici di enti locali o di interesse locale";
- la legge regionale n. 37 del 6.7.1984 per l'"istituzione del Difensore civico";
- legge regionale n. 11 del 4 aprile 1985 che stabilisce le “norme in materia di promozione delle attività teatrali, musicali e cinematografiche";
- legge regionale n. 2 del 20 gennaio 1986 “Organizzazione turistica della Regione Emilia-Romagna", con la quale vengono assegnate nuove deleghe alle Province e al Circondario di Rimini in materia di turismo e industria alberghiera e vengono inoltre delineate le nuove norme per la promozione turistica in Italia e all'estero nonché definiti gli ambiti turistici: con questa legge, in effetti, nascono le APT e vengono soppressi gli Enti provinciali per il turismo;
- legge regionale n. 3 del 27 gennaio 1986 con cui viene istituita la "Commissione per la realizzazione della parità fra uomo e donna";
- legge regionale n. 9 del 10 aprile 1986 "Norme in materia di promozione culturale", prima legge locale attuativa del primo comma dell'art. 49 del DPR 24 luglio 1977, n. 616.

L'opera pubblica regionale più importante durante la presidenza Turci è stata l'Acquedotto di Romagna ed in particolare la costruzione dell'imponente diga che ha consentito la raccolta delle acque a uso potabile dell'invaso di Ridracoli.
Numerose, tuttavia, sono state le leggi e gli interventi nel campo dell'artigianato, della piccola e media impresa, dell'agricoltura e della formazione professionale, così come un forte sviluppo è stato assicurato ai servizi sociali in collaborazione con gli Enti Locali, specialmente nel settore degli asili nido.
Inoltre durante gli anni della presidenza Turci è stato approvato il Piano Territoriale di Coordinamento ed è stato adottato il Piano Paesistico Regionale.
In quegli anni in Emilia-Romagna fu anche tentato il superamento delle provincie con la legge istitutiva del Comprensori, ma la mancanza di una corrispondente riforma nazionale non consentì il successo di questa iniziativa.
Non si può non ricordare che durante il periodo di lavoro regionale di Lanfranco Turci l'Emilia-Romagna è stata teatro di gravi attacchi terroristici e fatti tragici quali l'attentato al treno Italicus del 4 agosto 1974, l'uccisione a Bologna dello studente Francesco Lorusso l'11 marzo 1977, la strage di Bologna del 2 agosto 1980, l'attentato sul treno rapido 904 del 23 dicembre 1984.
In particolare all'indomani della strage della stazione di Bologna, Lanfranco Turci è stato tra gli oratori ai funerali delle vittime per testimoniare la ferma condanna del gesto criminale e del disegno eversivo che lo ispirava e da allora non ha mai mancato ai cortei ed alle manifestazioni di commemorazione annuale della strage.
La Regione Emilia-Romagna, sotto la Presidenza Turci, si costituì parte civile, sia nei procedimenti penali promossi nei confronti dei responsabili dell'efferato atto terroristico di Bologna (che provocò la morte di 85 persone ed il ferimento di altre 200), sia in quelli nei confronti dei presunti responsabili dell'attentato sul rapido Napoli–Milano 904.
Lanfranco Turci si dimette da presidente della Giunta e da consigliere regionale dell'Emilia-Romagna il 28 aprile 1987.
La maggioranza a sostegno della sua presidenza è stata costituita da PCI e PSI per quasi tutti i dieci anni, salvo la fase finale in cui al PSI subentrò il PDUP.

### Lega delle Cooperative
Dal 1987 al 1992 Lanfranco Turci è stato presidente nazionale della Lega delle Cooperative.
Sono stati anni di forte trasformazione imprenditoriale del movimento cooperativo.
Nel momento in cui maturava la crisi del PCI e la ulteriore divisione fra comunisti e socialisti la presidenza di Turci si è connotata per lo sforzo di rafforzare i meccanismi di autogoverno e di democrazia interna alla cooperazione, tanto più necessari di fronte al venir meno della funzione di sostegno e di vicinanza che aveva caratterizzato storicamente i rapporti fra le cooperative rosse e i partiti della Sinistra.
Si trattava al contempo di ribadire e rinnovare gli specifici valori dell'impresa cooperativa di fronte al rischio di omologazione al mondo più generale delle imprese private.

### Impegno politico e culturale nazionale (1992-2012)
Al congresso della trasformazione del PCI successivo alla Bolognina, con Giorgio Napolitano ed Emanuele Macaluso, Turci ha sostenuto la necessità di adottare un chiaro riferimento al socialismo nel nome e nel simbolo del nuovo partito erede del PCI e poi chiamato PDS (Partito Democratico della Sinistra).
Con il Partito Democratico della Sinistra e poi con i Democratici di Sinistra è stato eletto deputato nel 1992, 1994 e 1996 mentre dal 2001 ha occupato un seggio al Senato per conto de L'Ulivo.
Nella sua attività parlamentare si è occupato con continuità dei temi finanziari, economici e fiscali con una particolare attenzione alle piccole e medie imprese ed è stato membro della segreteria nazionale dei DS guidata da Massimo D'Alema, nonché responsabile economico del partito in quei due anni. 
È stato anche Sottosegretario all'Industria nel secondo governo D´Alema.
È stato animatore, con Enrico Morando, Luciano Cafagna ed altri, dell'associazione "Libertà Eguale".
Nel 2006, dopo l'esperienza del referendum per l'abrogazione della legge 40/2004 sulla fecondazione assistita, del cui comitato è stato coordinatore, Lanfranco Turci ha abbandonato i DS lamentando un deficit di laicità nella linea politica del partito.
È di quel periodo anche la polemica dentro ai DS sul caso Consorte-Unipol, in cui Turci criticò l'eccessivo coinvolgimento di alcuni dirigenti di quel partito.
Dopo l'uscita dai DS, Turci ha aderito alla Rosa nel Pugno (formazione composta dai socialisti dello SDI, dal Partito Radicale e da alcune personalità ex DS e "liberali di sinistra"), con la quale è stato eletto deputato nel 2006 per la circoscrizione Toscana.
Nella XV Legislatura è stato membro della Commissione Finanze e vice-capogruppo della Rosa nel Pugno alla Camera dei deputati.
Nel luglio 2006, durante la crisi estiva del nuovo soggetto politico, fonda l'"Associazione Per la Rosa Nel Pugno" con lo scopo di rilanciare l'idea e il progetto dell'alleanza fra radicali e socialisti. L'associazione, alla quale aderirono tra gli altri l'on. Salvatore Buglio, lo storico e filosofo Biagio De Giovanni, Luciano Cafagna ed Alberto Benzoni, è stata guidata dai giovani Tommaso Ciuffoletti (segretario nazionale) e Rosario De Maio (tesoriere).
Constatata l'impossibilità di trasformare la Rosa nel Pugno da alleanza a partito, l'associazione lanciò, al convegno di Bertinoro del 3 marzo 2007, l'idea di una Costituente di tutte le forze di matrice laica e socialista.
Tale iniziativa politica, nel successivo convegno di Chianciano Terme del 7 luglio 2007, trovò l'assenso dello SDI di Enrico Boselli, del Nuovo PSI di Gianni De Michelis, dei Socialisti Italiani di Saverio Zavettieri e successivamente di un gruppo di ex DS guidati da Gavino Angius che diedero vita alla Costituente per il Partito Socialista.
Candidato quale capolista del Partito Socialista (nella circoscrizione Lombardia 2) alle elezioni politiche del 2008, Lanfranco Turci non è risultato eletto, in quanto il PS, non superando la soglia del 4% alla Camera dei deputati, non ha ottenuto alcuna rappresentanza.
Al congresso fondativo del Partito Socialista tenutosi a Montecatini Terme il 4 e 5 luglio 2008 Lanfranco Turci è entrato a far parte della segreteria nazionale guidata da Riccardo Nencini.
Il mancato decollo dell'esperienza della Costituente del Partito Socialista e la incapacità di quel partito sia di caratterizzarsi come una autonoma forza della Sinistra anche nei confronti del Partito Democratico, sia di gestire correttamente il rapporto con la nuova ed alleata formazione di Sinistra Ecologia Libertà guidata da Nichi Vendola, hanno indotto Turci a lasciare il Partito Socialista alla fine del 2009.
Da allora Turci, ormai libero da incarichi istituzionali, si dedica al dibattito e alla ricerca politico-culturale nell'area più vasta della sinistra.
I temi della crisi economica internazionale, dei cambiamenti del moderno capitalismo finanziario, dell'esigenza della sinistra italiana ed europea di attrezzarsi con una nuova capacità di analisi e di programma di fronte alle sfide di questa crisi che sta determinando problemi notevolissimi per i ceti popolari, sono quelli cui si sta dedicando in questa fase della sua vita.
A questo fine ha stabilito rapporti di amicizia e collaborazione con gruppi di economisti critici italiani di scuola marxista, keynesiana e sraffiana.
Nel settembre del 2010 ha inoltre partecipato alla costituzione del “Network per il Socialismo Europeo” di cui è tuttora portavoce nazionale; una nuova associazione di circoli e singoli militanti che aspira a contribuire al rinnovamento della sinistra italiana e che, come afferma il suo manifesto costitutivo (www.melogranorosso.eu), si propone di “chiamare a collaborare coloro che da tempo hanno maturato una valutazione critica dell'assetto attuale dei partiti della sinistra in Italia. Sia quanti vivono la loro esperienza politica e culturale fuori dalle organizzazioni partitiche, sia quanti dall'interno dei partiti (PD, PSI, SEL, Federazione della Sinistra) condividono l'obiettivo di un processo di scomposizione e ricomposizione degli assetti attuali, per riorganizzare la Sinistra italiana attorno a un nuovo soggetto politico. L'obiettivo è di contribuire a far nascere una nuova forza della Sinistra italiana che sia grande, popolare e socialista, collegata con il Partito del Socialismo Europeo”.
Nel 2017 fa parte del comitato promotore di Sinistra Italiana
Attualmente gode di un vitalizio mensile lordo pari a €4.950,25 erogato dalla Regione Emilia-Romagna.